# جزیره خطر
جزیره خطر (به انگلیسی: Danger Island) یک تله‌فیلم آمریکایی به کارگردانی تامی لی والاس در ژانر ماجراجویی محصول سال ۱۹۹۲ میلادی است.

## خلاصه داستان
مردم در یک جزیره گرمسیری مجبور به تخلیه این جزیره در هنگام کودتا یا جنگ داخلی هستند. با در اختیار داشتن فرودگاه اصلی تحت کنترل نظامی، آمریکایی‌ها در یک نوار هوایی جایی که ریک پیرسال با داگلاس دی‌سی-۳ خود یک سرویس حمل و نقل هوایی را اداره می‌کند همراه می‌شوند.

## بازیگران
- لیزا بانس در نقش دیانا
- ریچارد بیمر در نقش بن
- ماریا سلدونیو در نقش ملیسا (در نقش ماریا سلدونیو)
- گری گراهام در نقش ریک
- کیتی ایرلند در نقش لورا
- جو لارا در نقش مت
- کریستوفر پتیت در نقش برایان
- بت توشین در نقش کارن
- ادی ولز در نقش ویک
- نیکی کاکس در نقش آریل
- جون لوکارت در نقش کیت
- استیو گلدزبری در نقش فرانک
- ری بوماتای در نقش توپاک
- کیمو هوگو به عنوان رئیس
- جینا ماریا اوریو در نقش لیندا